# Варшавський вокзал (Санкт-Петербург)
Варша́вский вокза́л — будівля історичного вокзалу в Санкт-Петербурзі Петербурго-Варшавської залізниці (з 1907 р. — Північно-Західних залізниць)
В даний час — недіючий залізничний вокзал, архітектурний пам'ятник, переобладнаний в розважально-торговельний комплекс.

## Історія
Вокзал був побудований в 1852–1853 роках за проектом архітектора К. А. Скаржинського, для залізниці від столиці до царської резиденції в Гатчині. Довжина залізниці становила 44,6 км, відкрили її в листопаді 1853 року. Будівлю з трьох сторін спочатку охоплювали платформи, які перекривалися арочною конструкцією з металу і скла.

## Галерея

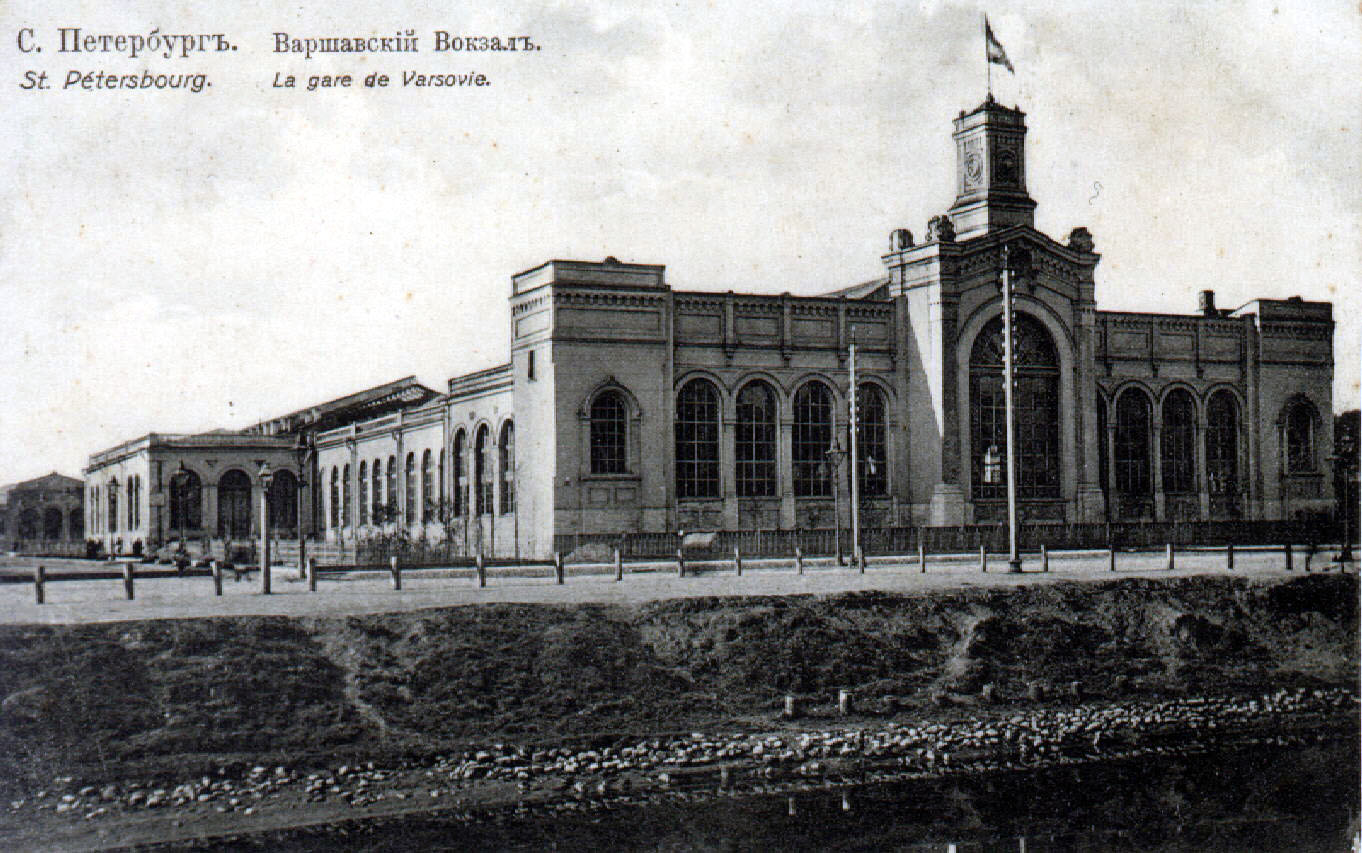
Варшавський вокзал на листівці початку XX століття
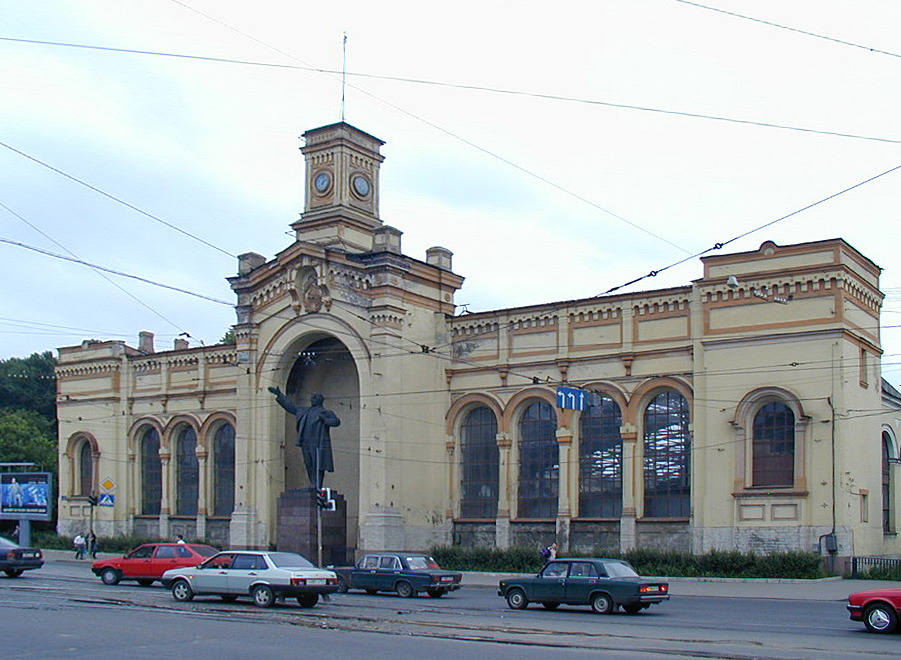
Варшавський вокзал в 2001 р.
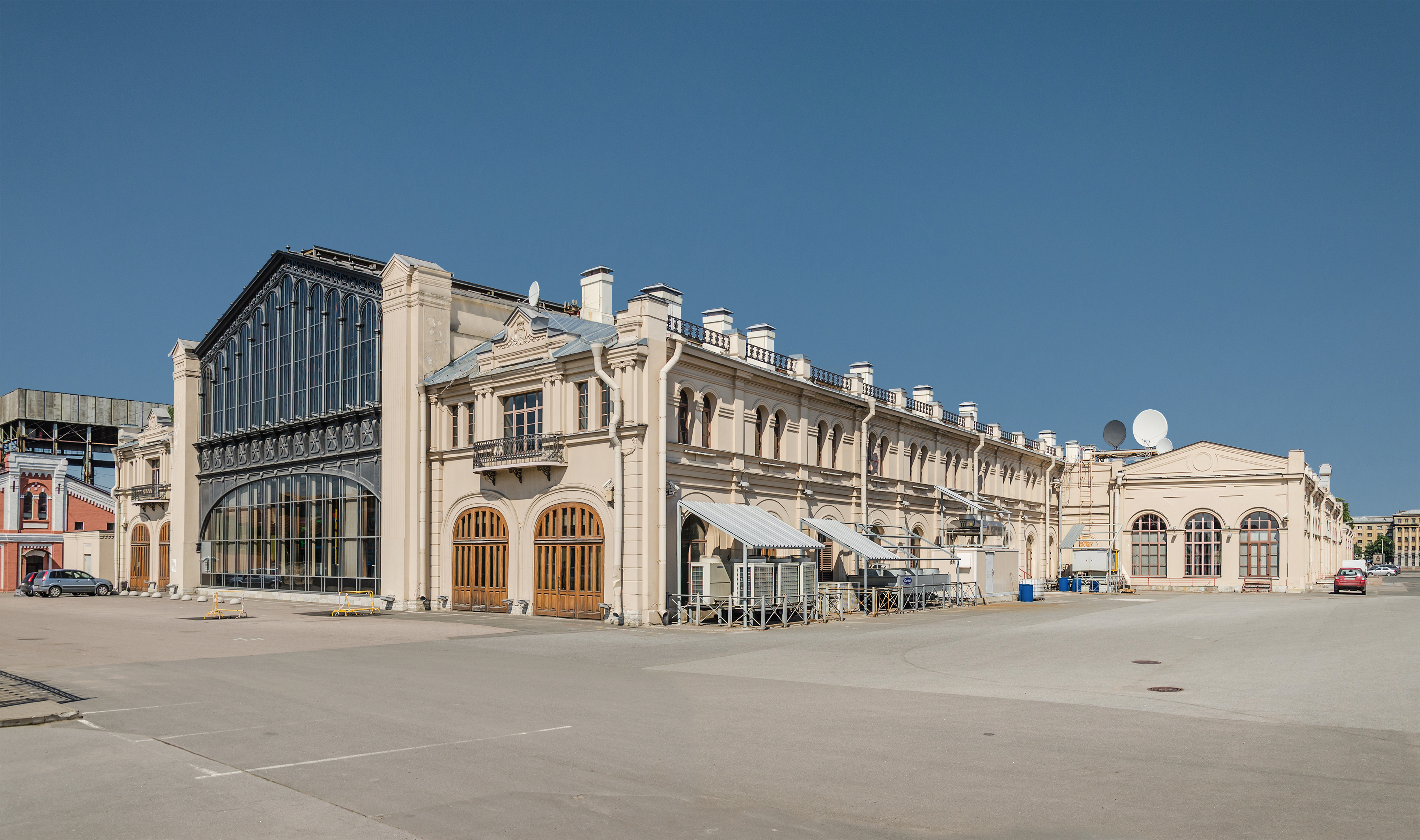
Вид з колії. Фото 2012 р.

## Архівні джерела
- РГИА, ф. 219, оп. 1, д. 1195. «О расчете с подр. Кудрявцевым за возобновление сгоревшего локомотивного здания на С.-Петербургской станции Варш. ж. д.» 1856–1859 гг.
- РГИА, ф. 219, оп. 7, д. 12384. «О переустройстве стеклянного фонаря над пасс. платформой на ст. С.-Петербург С.-Петербурго-Варшавской ж. д.» 1889 г.
- РГИА, ф. 446, оп. 30, д. 10. Доклад № 57 от 8 февраля 1899 г. «О развитии станции С.-Петербург С.-Петербурго-Варшавской железной дороги и о проложении 3-го пути до станции Александровской».
- РГИА, ф. 273, оп. 6, д. 1700. «По вопросу об объединении петербургских станций Балтийской и Варшавской железных дорог». 1908 г.
- РГИА, ф. 273, оп. 6, дд. 1753–1757. «Планы расположения путей и переустройства зданий на станции Петербург-Варшавский по проектам электрофикации пригородного движения Северо-Западных железных дорог и развития пассажирской станции». 1912 г.
- РГИА, ф. 273, оп. 6, д. 1770. «К эскизному проекту пассажирского здания на ст. С.-Петербург-Варшавский. Схематические план и разрез здания (при осуществлении метрополитена)». 1912 г.
- РГИА, ф. 1158, оп. 1, д. 65. «Об отпуске средств на переустройство петербургских станций Северо-Западных ж. д. и на введение на дорогах электрической тяги». 1916 г.